# Acacia shirleyi
Acacia shirleyi é uma espécie de leguminosa do gênero Acacia, pertencente à família Fabaceae.